# Pristipomoides argyrogrammicus
Pristipomoides argyrogrammicus és una espècie de peix de la família dels lutjànids i de l'ordre dels perciformes.

## Morfologia
- Els mascles poden assolir 40 cm de longitud total.[4][5]

## Alimentació
Menja peixets, crustacis i calamars.

## Hàbitat
És un peix marí de clima tropical i associat als esculls de corall que viu entre 70-350 m de fondària.

## Distribució geogràfica
Es troba des de l'Àfrica oriental fins a les Illes de la Societat, el sud del Japó i Nova Caledònia.